# NGC 6640
NGC 6640 ist eine Spiralgalaxie vom Hubble-Typ Sc im Sternbild Lyra am Nordsternhimmel. Sie ist schätzungsweise 313 Millionen Lichtjahre von der Milchstraße entfernt und hat einen Durchmesser von etwa 100.000 Lj.
Das Objekt wurde am 21. August 1884 von Édouard Stephan entdeckt.